# Dram (rummål)
 For alternative betydninger, se Dram. (Se også artikler, som begynder med Dram)
 Der er for få eller ingen kildehenvisninger i denne artikel, hvilket er et problem. Du kan hjælpe ved at angive troværdige kilder til de påstande, som fremføres i artiklen.

Et dram bruges ofte som et udtryk for et glas brændevin.
- Engelsk handelsvægt = 1,16 unse
- Apotekervægt = 1,8 unse

| Enheder | Spire Denne artikel om standarder og måleenheder er en spire som bør udbygges. Du er velkommen til at hjælpe Wikipedia ved at udvide den. |